# Fredegonde

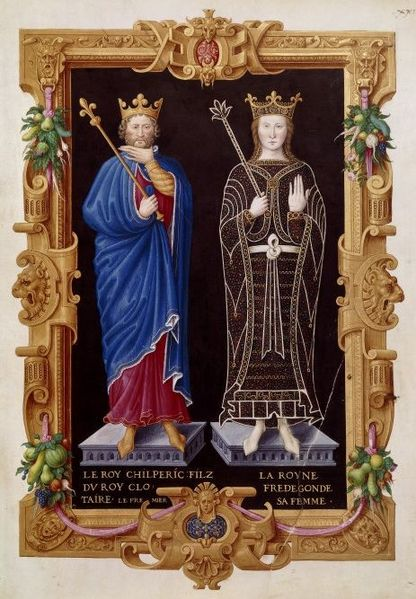
Fredegonde

Fredegonde (ca. 545 — Parijs, 597) was de derde echtgenote van de Frankische koning Chilperik I. Tijdens zijn eerste twee huwelijken was ze al zijn minnares. Al die tijd had ze een grote invloed op Chilperik en heeft ze op cruciale momenten een beslissende rol gespeeld. Haar afkomst is onbekend, vermoedelijk was ze afkomstig uit de lage adel. Net als Chilperik is ze begraven in de Église Saint-Germain-des-Prés te Parijs.

## Leven
Omdat Chilperik een relatie had met Fredegonde verstootte hij zijn eerste echtgenote, Audovera, en vermoordde zijn tweede echtgenote Galswintha (568). Slechts enkele dagen na de moord zijn Chilperik en Fredegonde getrouwd. De moord op Galswintha leidde tot een bittere vijandschap tussen Chilperik en zijn halfbroer Sigebert I, die met Galswintha's halfzuster Brunhilde van Austrasië was getrouwd. In 575 kwam het tot een complete oorlog en wist Sigebert met steun van zijn broer Gunthram van Bourgondië het koninkrijk van Chilperik vrijwel geheel te bezetten. Op het moment dat hun ondergang nabij leek beraamde Fredegonde een moordaanslag op Sigebert. Diens dood stelde Chilperik in staat om zijn koninkrijk te heroveren.
Fredegonde had met Chilperik vijf zonen en een dochter. De vier oudste zonen waren Chlodobert (565-580), Samson (575-577), Dagobert (?-580) en Theuderik (582-584); allemaal stierven ze als kind aan dysenterie. De jongste zoon, Chlotharius II, was daarom de enige troonopvolger. Hij was pas vier maanden oud toen Chilperik in 584 vermoord werd. Hun dochter heette Rigundis.
Chilperik en Fredegonde hieven hoge belastingen, maar na de dood van hun kinderen hebben ze als boetedoening de belastingen verlaagd. Ook hielden ze zich daarna veel meer bezig met godsdienst.
Na Chilperiks dood moest Fredegonde zich met de koninklijke schat en jonge zoon onder bescherming van koning Gunthram van Bourgondië stellen, een halfbroer van Chilperik die in Orléans resideerde. Ze trad op als regentes voor haar zoon en woonde met hem in Parijs. Vergeefs vorderde koning Childebert II van Austrasië Fredegondes uitlevering wegens de moord op zijn vader Sigebert I.

## Misdaden
Weinig vrouwen in de geschiedenis hebben zo'n slechte reputatie als Fredegonde. Ook als we er rekening mee houden dat de belangrijkste informatiebron, Gregorius van Tours, om politieke redenen tegen haar was ingenomen en bovendien haar gedrag ongepast vond voor een vrouw, blijft het beeld over van iemand die over lijken ging om de positie en het leven van zichzelf, haar partner en haar kinderen, te beschermen:
- 568 betrokken bij de moord op Galswintha
- 575 de moord op Sigebert
- 580 eliminatie van Audovera en haar nog levende kinderen:
  - moord op Clovis, zoon van Chilperik uit zijn eerste huwelijk met Audovera. Na de dood van haar jonge zoons beschuldigde ze Clovis ervan schuldig te zijn aan hun dood doordat hij ze door een heks had laten betoveren. Ook vormde Clovis een directe bedreiging voor haar omdat hij had gedreigd dat als hij eenmaal koning zou zijn, hij wel met haar zou afrekenen.
  - moord op Audovera
  - verkrachting door haar volgelingen van Basina, de dochter van Chilperik uit zijn eerste huwelijk met Audovera, waardoor ze geen belangrijk huwelijk meer kon sluiten en dus politiek was uitgeschakeld. Ze werd daarna in een klooster in Poitiers geplaatst
- mislukte moordaanslagen op Brunhilde en haar zoon Childebert II
- mislukte moordaanslag op Gunthram
- 586 moord op bisschop Praetextatus van Rouen, in zijn eigen kathedraal
- na een hooglopende ruzie met haar dochter Rigundis (die volhield dat zij als dochter van een koning van hogere status was dan haar moeder) probeerde ze Rigundis te vermoorden. Toen deze iets uit een schatkist wilde pakken, sloeg Fredegonde met kracht de deksel op haar hoofd.

Volgens sommige bronnen zou ze ook achter de moord op haar man (584) zitten omdat die een nieuwe minnares zou hebben genomen. Deze beschuldiging lijkt onjuist; vermoedelijk is Chilperik vermoord door ontevreden edelen. Ook ging het gerucht dat ze hem vermoord heeft omdat Chilperik er achter was gekomen dat zij zelf een nieuwe minnaar had genomen. Daar ze bang was voor de gevolgen, heeft ze hem laten vermoorden toen hij terugkwam van de jacht.